# Burány Nándor (festő)
Burány Nándor, Burány Nándor György (Zenta, 1893. április 12. – Szombathely, 1965. augusztus 7.) festőművész, középiskolai tanár.

## Életútja
Burány Ferenc Mihály és Miskei Julianna fiaként született. Tanulmányait a budapesti Képzőművészeti Főiskolán végezte, majd a nagybányai művésztelepen képezte magát tovább. Mesterei Révész Imre és Benkhardt Ágost voltak. Később különböző tanintézményekben oktatott mint rajztanár, majd 1941-ben Szabadkára került. 1941. március 8-án Budapesten, Kőbányán feleségül vette a nála 11 évvel fiatalabb Hazay Sarolta Margitot. 1944-től Szombathelyen élt, a Derkovits Képzőművészeti Kör tanára volt. Műveit rendszeresen bemutatta különböző kiállításokon. Halálát szívizom-elhalás okozta. Számos munkáját őrzi a szombathelyi képtár.